# Střížkov
Střížkov är sedan 1921 en stadsdel i Tjeckiens huvudstad Prag. Sedan 1964 är den delad mellan stadsdistrikten (městský obvod) Prag 8 och 9 och sedan 1990 även de mindre stadsdelskommunerna (městská část) med samma namn. Střížkov ligger 296 meter över havet och antalet invånare är 14 069.